# Die Völker II – Aufstieg zum Königreich
Die Völker II – Aufstieg zum Königreich ist ein Computer-Strategiespiel des österreichischen Publishers JoWooD. Das Spiel ist der Nachfolger des 1999 erschienenen Spiels Die Völker und wurde von JoWooDs eigenem Entwicklerstudio in Wien entwickelt.
Die Völker II erschien am 15. Juni 2001. International wurde es im Gegensatz zum Vorgänger (Alien Nations) größtenteils unter dem Titel The Nations vermarktet.

## Neuerungen
Neben einer verbesserten Grafik und über 50 ausgefeilteren Missionen ist jede Rasse zusätzlich in drei Stämmen mit unterschiedlichen Mentalitäten (Pimmons: Magnaten, Murlochs, Stju; Amazonen: Aristokas, Espadas, Galadrianen; Sajikis: Brakari, Fukari, Vikari) unterteilt. Durch Beten, Tieropfer u. ä. kann man Götter gut und böse stimmen, woraufhin diese Wunder geschehen lassen können. Außerdem wurde ein Tag-/Nachtzyklus eingeführt und das jeweils andere Geschlecht ins Spiel integriert. So werden täglich Kinder gezeugt, die bis zum nächsten Tag zu Jugendlichen werden, die in die Schule geschickt werden können, während Erwachsene umgeschult werden können. Über Nacht können auch Wohngebäude errichtet werden, manuell ist dies nicht mehr möglich. Ebenso suchen sich z. B. Holzfäller ihre Bäume selbst und auch Gelehrte und Ritter mit unterschiedlichen Eigenschaften können nur nach deren Angeboten eingestellt werden, wobei Ritter bereits mit Gefolge kommen. Die Kriminalität wurde komplexer, es ist nun möglich, dass Kriminelle ganze Lager ausräumen, bei Die Völker wurden lediglich die Stadtbewohner attackiert.
Außerdem wurden einige neue Einheiten, Gebäude und Rohstoffe in das Spiel aufgenommen.

## Erweiterungen und Sondereditionen

### Die Völker II Bonuspack
Am 26. November 2001 wurde ein kostenloses Bonuspack für Die Völker 2 veröffentlicht. Neu sind etwa Räuber, „Böse Gebäude“ und der „Storchentempel“, sowie 22 zusätzliche Missionen. Am 8. März 2002 wurde ein Missionseditor zum Herunterladen bereitgestellt.

### Die Völker II Goldedition
Wie schon beim Vorgänger wurde ebenfalls eine Goldedition veröffentlicht, welche das Bonuspack beinhaltet.

## Soundtrack
Der Soundtrack wurde von Jesper Kyd komponiert. Eine Soundtrack-CD mit 16 Titeln aus dem Spiel wurde zudem am separat zum Verkauf angeboten.

## Rezeption

### Rezensionen
Das Onlinemagazin 4Players bezeichnet Die Völker II im Fazit als solides Aufbau-Strategiespiel, auch wenn die „eindimensionale Rahmenhandlung ein Spiel für die jüngere Generation vermuten lässt“.
Das deutsche Spielemagazin PC Games zieht bereits im Titel seines Tests den Vergleich zur Strategiespielserie Die Siedler und attestiert der Völker-Reihe ein erneutes Scheitern beim Versuch den „Siedler-Thron“ zu erobern. Während das Wirtschaftssystem und die „schnuckelige Grafik“ gelobt werden, kritisiert der Autor Rüdiger Steidle repetitive Elemente und mangelnde Herausforderung.
Der Standard spricht hingegen von einer echten Alternative zu Die Siedler, die mit witzigen Ideen überzeugen kann, auch wenn nach mehrmaligem Spielspaß bald eine gewisse Sättigung erreicht sei.
Der Spieleratgeber-NRW hebt hervor, dass Handel und die diplomatische Kommunikation mit anderen Völkern bei Die Völker II im Vordergrund stehen.

„Wer nicht kämpfen will, der muss auch nicht!“

### Auszeichnungen
Der vierminütige Vorspann des Spiels wurde mit dem Animago Award für Professional Game Design ausgezeichnet.